# Luật Ur-Nammu
Luật Ur-Nammu là một bộ luật cổ xưa nhất của nhân loại còn được biết đến ngày nay. Nó xuất phát từ vùng Lưỡng hà và được khắc trên các phiến đất sét nung bằng tiếng Sumer vào khoảng 2100–2050 trước Công nguyên.